# Dolerus niger
Espèce
Dolerus niger est une espèce d'Insectes de la famille des Tenthredinidae (sous-ordre des Symphytes, ordre des Hyménoptères).

## Classification
Le nom valide complet (avec auteur) de ce taxon est Dolerus niger (Linnaeus, 1767).
L'espèce a été initialement classée dans le genre Tenthredo sous le protonyme Tenthredo niger Linnaeus, 1767.
Dolerus niger a pour synonymes :
- Poodolerus niger (Linnaeus, 1767)
- Tenthredo angusta Gmelin, 1790
- Tenthredo niger Linnaeus, 1767
- Tenthredo nigra Linnaeus, 1767